# Benjamin Joseph Dewarlez
Benjamin Joseph Dewarlez, né le 15 mars 1768 à Lille et décédé le 9 août 1819 dans la même ville, est un architecte néoclassique français.

## Biographie
Fils d'un maître serrurier, il suit les cours d'architecture des écoles académiques de Lille.
Il commence sa vie professionnelle auprès de Monsieur Prieur, architecte-graveur à Paris, puis revint à Lille à la suite des événements révolutionnaires[Lesquels ?].
Il travaille ensuite auprès de François Verly, architecte lillois. Il se voit confier en décembre 1793 l'organisation de la fête de commémoration de la prise de Toulon sur la place d'armes de Lille. Cette fête le fait connaître et les commandes pleuvent. Sa mort entrave de nombreuses réalisations laissées au stade d'étude mais son fils Achille Dewarlez sait prendre la relève.

## Réalisations

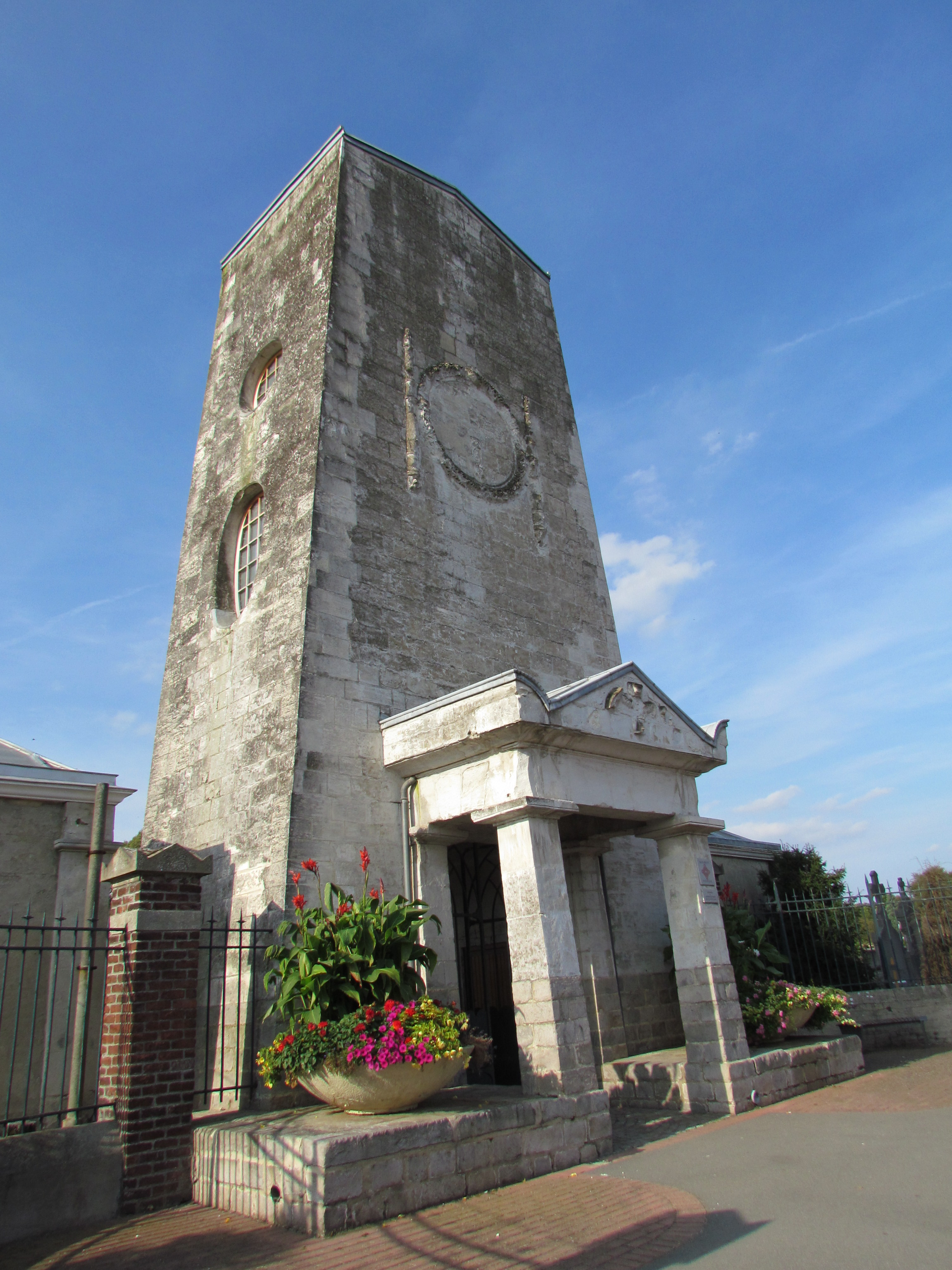
Portail d'entrée du cimetière de Seclin

- Transformation de l'ancien couvent des Récollets en collège , bibliothèque, musée et écoles académiques, rue des Arts (Lille) (1796, détruit en 1852)
- Portail de l'ancien cimetière de Roubaix (1804-1809, détruit)
- Marché aux Poissons de Lille (1805, détruit en 1870)
- Conservatoire de musique de Lille (1808)
- Portail du cimetière de Seclin (1808)
- Passerelle Napoléon sur l'esplanade de la citadelle de Lille (1809-1812 détruite en 1918, reconstruite en 2014)
- Manège civil (école d'équitation) sur l'esplanade de la Citadelle de Lille (1810-1811 détruit)
- Arc de triomphe pour la visite de l'Empereur à Lille en 1810 (détruit)
- Château de Marke (Belgique)
- Petit château de Nieppe (détruit)
- Église Sainte-Rictrude de Marchiennes
- Église Saint-Martin de Wavrin (détruite)
- Église Saint-Pierre-Saint-Paul de Landrecies
- Église Notre-Dame-de-la-Visitation d'Auby (détruite)
- Église Saint-Martin de Roost-Warendin
- Église Saint-Martin de Vieux-Condé

## Projet
- Proposition de sauvegarde partielle des ruines de la cathédrale Notre-Dame de Cambrai.

## Galerie

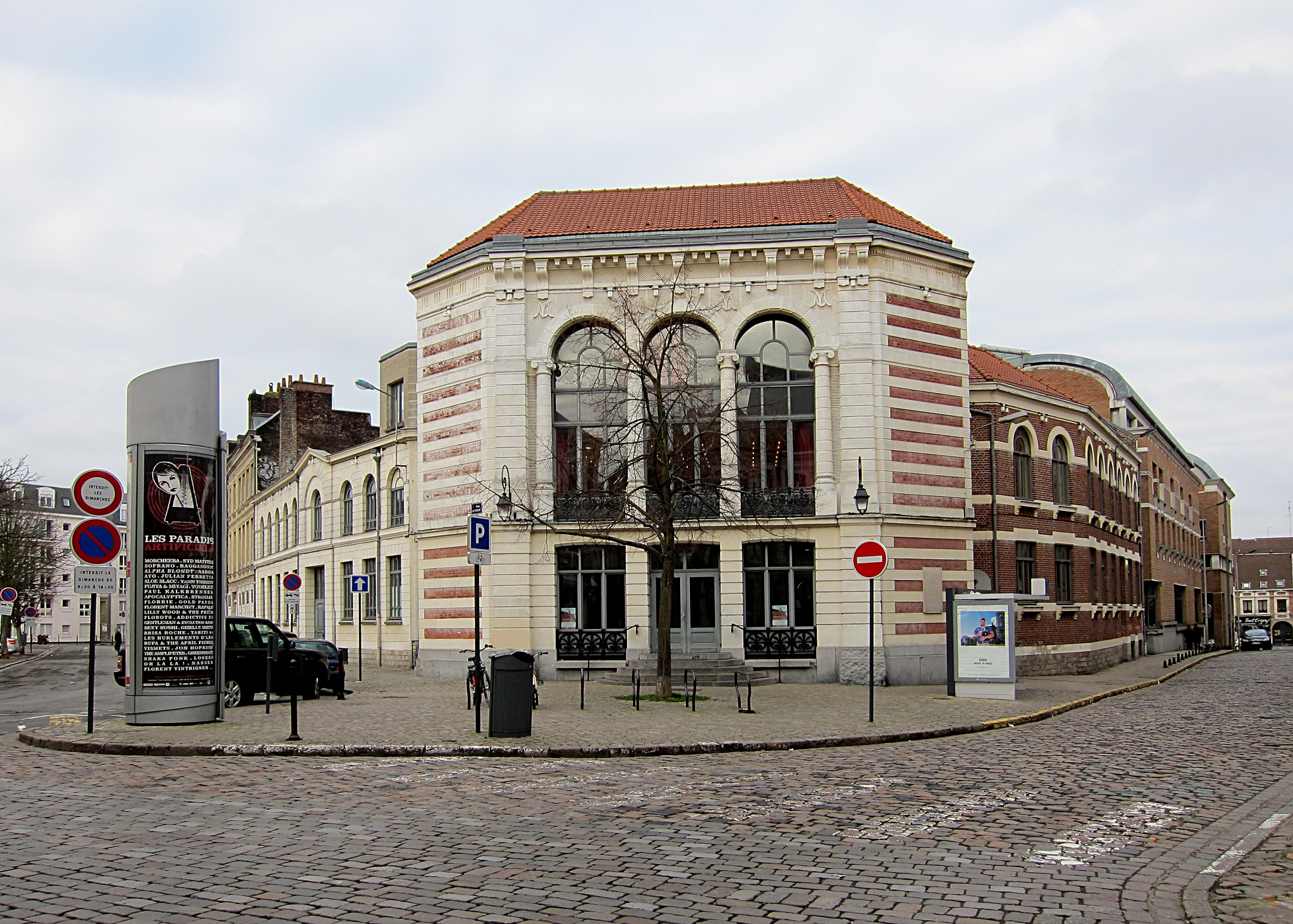
Conservatoire de musique de Lille
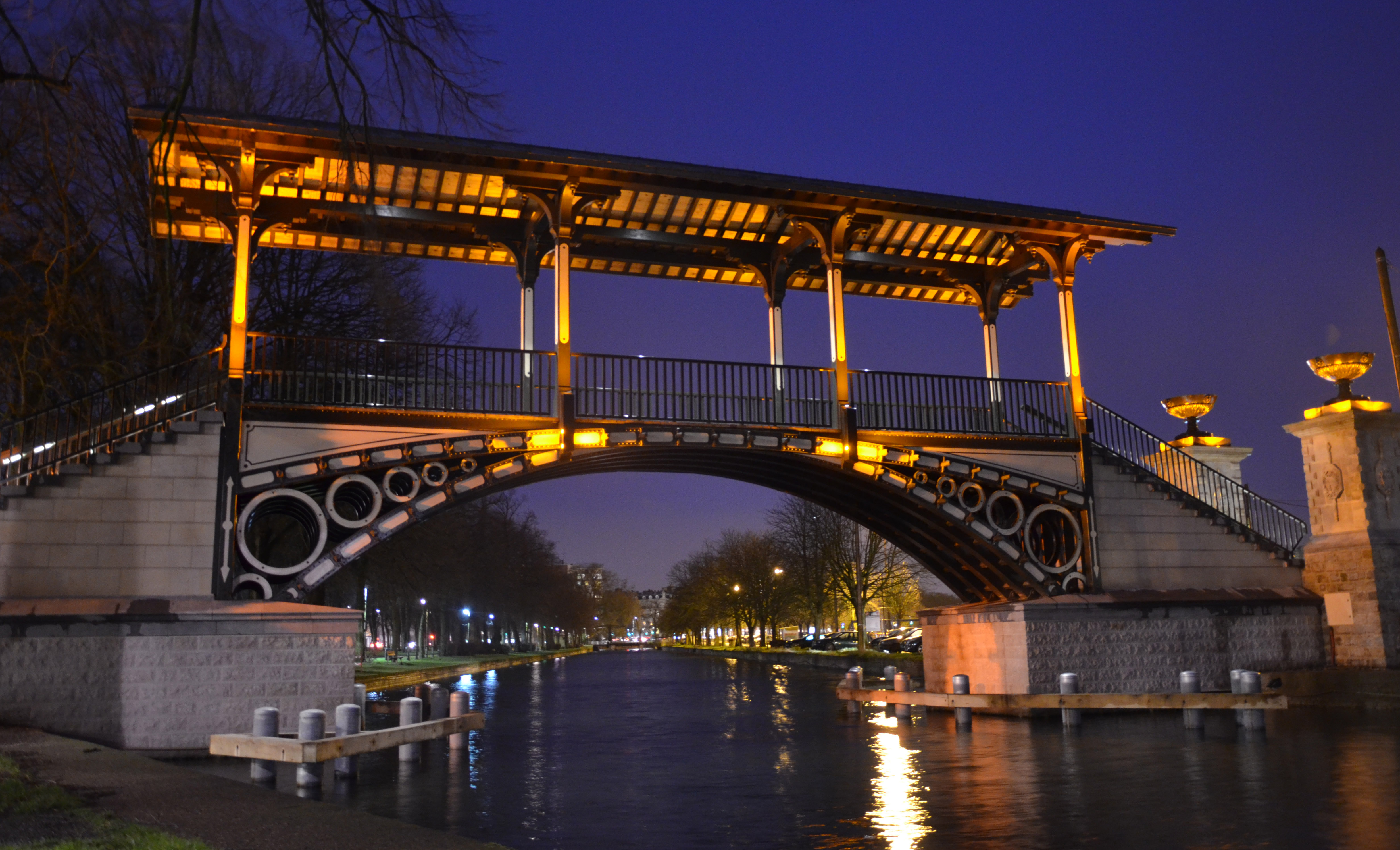
Passerelle Napoléon restaurée et éclairée
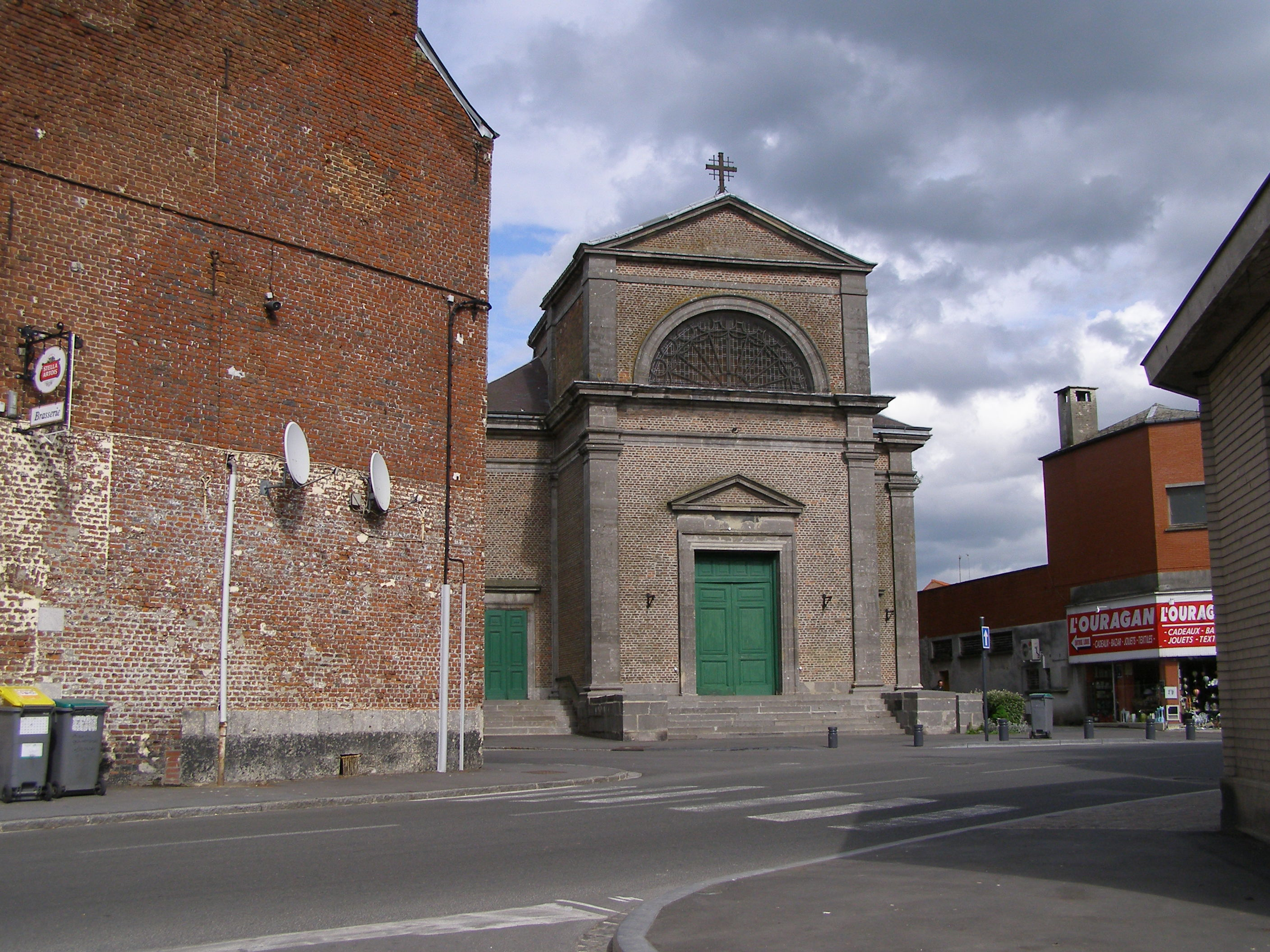
Église Saint-Pierre Saint-Paul de Landrecies